# Ardisia depauperata
Ardisia depauperata là một loài thực vật có hoa trong họ Anh thảo. Loài này được (Mez) Bernacci & Jung-Mendacolli mô tả khoa học đầu tiên năm 2000.